# Trycherus decellei
Trycherus decellei es una especie de coleóptero de la familia Endomychidae.

## Distribución geográfica
Habita en Costa de Marfil.